# Gisele Fróes
Gisele Salles Fróes (Rio de Janeiro, 3 de setembro de 1964) é uma atriz brasileira.

## Biografia
Formou-se no curso para atores da Casa das Artes de Laranjeiras (CAL). Trabalhou com Moacyr Góes, Aderbal Freire Filho, Moacir Chaves, Domingos de Oliveira e Jefferson Miranda, importantes diretores de teatro cariocas.
Em 2004, recebeu o Prêmio Shell de melhor atriz por Deve haver algum sentido em mim que basta, da Companhia de Teatro Autônomo do Rio.

### Vida pessoal
É filha do ator, diretor e produtor Rogério Fróes, veterano no cinema e no teatro. É irmã da também atriz Luciana Fróes e casada com o guitarrista, Gustavo Corsi

## Filmografia

### Televisão
| Ano  | Trabalho/Obra        | Personagem                | Notas                                               |
| ---- | -------------------- | ------------------------- | --------------------------------------------------- |
| 1986 | Dona Beija           | Dolores                   |                                                     |
| 1987 | Mania de Querer      | Dorotéa                   |                                                     |
| 2002 | Malhação             | Aparecida                 |                                                     |
| 2004 | Carga Pesada         | Delegada Sílvia           |                                                     |
| 2004 | A Diarista           | Dra. Clara                | Episódio: "Isso Não Está me Cheirando Bem"          |
| 2005 | Mandrake             | Deborah                   | Episódio: "Dia dos Namorados"                       |
| 2005 | Belíssima            | Tatiana Junqueira         |                                                     |
| 2006 | Sinhá Moça           | Nina Teixeira             |                                                     |
| 2007 | Carga Pesada         | Delma                     | Episódio: "Marcas Profundas"                        |
| 2007 | A Grande Família     | Amanda Falcão             | Episódio: "O Pai do Júlio"                          |
| 2008 | A Favorita           | Lorena Copola Mendonça    |                                                     |
| 2009 | Força-Tarefa         | Marta Vasconsellos        | Episódio: "O Sumiço de R$ 5 Milhões"                |
| 2010 | Escrito nas Estrelas | Drª. Jane Bittencourt     |                                                     |
| 2011 | Amor em Quatro Atos  | Dora                      | Episódio: "Meu Único Defeito Foi Não Saber Te Amar" |
| 2011 | Divã                 | Dora                      | Episódio: "26 de abril"                             |
| 2011 | A Vida da Gente      | Vitória Azevedo Prates    |                                                     |
| 2014 | A Teia               | Rosa                      |                                                     |
| 2014 | Geração Brasil       | Rita de Cássia Ferreira   |                                                     |
| 2015 | Sete Vidas           | Marta de Moraes Brandão   |                                                     |
| 2016 | Segredos de Justiça  | Sueli                     | Episódio: "Um Dia de Cada Vez"                      |
| 2017 | A Força do Querer    | Cândida Nascimento Rocha  |                                                     |
| 2019 | Homens?              | Simone Levi               |                                                     |
| 2019 | Sob Pressão          | Carla                     | Episódio: "25 de julho"                             |
| 2024 | Vicky e a Musa       | Mnemosine                 |                                                     |
| 2025 | Mania de Você        | Regina Albuquerque Gurgel | Episódios: "5–6 de fevereiro"                       |

### Cinema
| Ano  | Título                         | Personagem     | Notas          |
| ---- | ------------------------------ | -------------- | -------------- |
| 2011 | Riscado                        | Efigênia       |                |
| 2011 | VIPs                           | Mãe de Marcelo |                |
| 2014 | Mais Uma História              | —              | Curta-metragem |
| 2014 | Trash: A Esperança vem do Lixo | Sra. Santos    |                |
| 2014 | O Menino no Espelho            | Dona Risoleta  |                |
| 2014 | Boa Sorte                      | Ana            |                |
| 2017 | Rúcula Com Tomate Seco         | Vera           |                |
| 2020 | Três Verões                    | Marta Lira     | [ 5 ]          |
| 2021 | L.O.C.A.                       | Sônia Garcia   |                |
| 2022 | Lima Barreto - Ao Terceiro Dia | Adelaide       | [ 6 ]          |
| 2023 | A Mãe da Filha                 | Elizabeth      | Curta-metragem |
| 2024 | Amigos sem Compromisso         | Lorena         | [ 7 ]          |

## Teatro
- 2018 - O Imortal
- 2012 - Oréstia
- 2007 - O Mundo dos Esquecidos
- 2005 - Divã
- 2005 - E Agora Nada É mais uma Coisa Só
- 2004 - Deve haver algum sentido em mim que basta
- 2002 - A Prova
- 2001 - Carícias
- 1999 - Cabaré 3: Para Quem Gosta de Mim
- 1998 - A Alma Boa de Set-Suan
- 1997 - Don Juan, de Molière
- 1994 - Senhora dos Afogados
- 1993 - O Congresso dos Intelectuais
- 1992 - Tiradentes, Inconfidência no Rio
- 1991 - O Tiro Que Mudou a História
- 1991 - Lampião
- 1986 - Ataca, Filipe!
- 1986 - Nosferatu
- 1985 - Olho de Gato
- 1985 - Sonho de Uma Noite de Verão

## Prêmios e indicações
| Ano  | Premiação                               | Categoria                          | Nomeação                                  | Resultado |
| ---- | --------------------------------------- | ---------------------------------- | ----------------------------------------- | --------- |
| 2004 | Prêmio Shell de Teatro                  | Melhor Atriz                       | Deve Haver Algum Sentido em Mim que Basta | Venceu    |
| 2005 | Prêmio Qualidade Brasil                 | Melhor Atriz Teatral Comédia       | Deve Haver Algum Sentido em Mim que Basta | Indicada  |
| 2010 | Festival Internacional de Cinema do Rio | Melhor Atriz Coadjuvante           | VIPs                                      | Venceu    |
| 2017 | Prêmio Sesc do Teatro Candango          | Contribuição Artística             | Homenagem                                 | Venceu    |
| 2018 | Prêmio Shell de Teatro                  | Melhor Atriz                       | O Imortal                                 | Indicada  |
| 2018 | Prêmio APTR de Teatro                   | Melhor Atriz em Papel Protagonista | O Imortal                                 | Indicada  |
| 2018 | Prêmio Cesgranrio de Teatro             | Melhor Atriz                       | O Imortal                                 | Indicada  |
| 2021 | Festival SESC Melhores Filmes           | Melhor Atriz Nacional              | Três Verões                               | Indicado  |
| 2021 | Grande Prêmio do Cinema Brasileiro      | Melhor Atriz Coadjuvante           | Três Verões                               | Indicada  |